# Francisco Scotti Fernández de Córdoba
Francisco Scotti Fernández de Córdoba, Granada, (1704-1770) fue un poeta español del siglo XVIII.

## Biografía
Hijo de don Pedro Scotti de Agóiz, heredó a su muerte el señorío de las villas de Somontín y Fines, de la provincia de Almería.
En 1735 publicó, de manera póstuma, el primer tomo de la obra poética de su padre; le dedicó la publicación a su pariente Anibbale Scotti, marqués y diplomático.
Caballero de la Orden de Santiago y caballerizo de Campo de Su Majestad. Tuvo patronazgo de la capilla de los Reyes en el convento de Santo Domingo de Almagro.

## Obra
Obras conocidas:
- Valor nunca vencido, y hazañas de Juan de Arévalo (Madrid, 1743[2]). Drama publicado por él, como anónimo «De un ingenio andaluz».
- Batalla (1760). Baile.
- El triunfo mayor de Alcides (1760). Drama con loa, sainete y baila. Dedicada a la entrada en la corte del rey Carlos III. Impresa con lujo en la célebre oficina de Ibarra.
- Los Escarmentados (1760). sainete o entremés.